# Antje Möldner-Schmidt

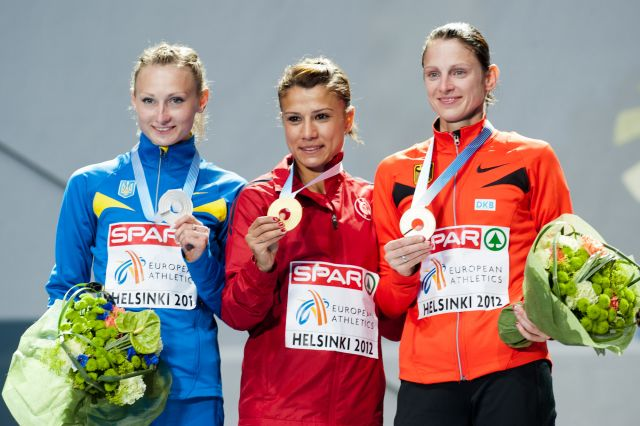
Möldner-Schmidt (à droite), lors de la cérémonie de la victoire à Helsinki, en 2012.

Antje Möldner-Schmidt (née le 13 juin 1984 à Babelsberg) est une athlète allemande, spécialiste du 3 000 m steeple.

## Biographie
Antje Möldner-Schmidt remporte la médaille de bronze du 3 000 m steeple à l'occasion des Championnats d'Europe disputés fin juin 2012 à Helsinki, terminant derrière la Turque Gülcan Mıngır et l'Ukrainienne Svitlana Shmidt dans le temps de 9 min 36 s 37.
Antje Möldner-Schimdt a une fille, née en 2016.

## Dopage
Le 19 novembre 2015, Möldner est reclassée 8e des championnats du monde 2009 de Berlin à la suite de la disqualification de la vainqueur, l'Espagnole Marta Dominguez,.

## Palmarès
| Date | Compétition                       | Lieu      | Résultat | Performance   |
| ---- | --------------------------------- | --------- | -------- | ------------- |
| 2009 | Championnats du monde             | Berlin    | 8e       | 9 min 18 s 54 |
| 2012 | Championnats d'Europe             | Helsinki  | 2e       | 9 min 36 s 37 |
| 2012 | Jeux olympiques                   | Londres   | 6e       | 9 min 21 s 78 |
| 2013 | Championnats du monde             | Moscou    | 8e       | 9 min 34 s 06 |
| 2014 | Championnats d'Europe par équipes | Brunswick | 2e       | 9 min 40 s 21 |
| 2014 | Championnats d'Europe             | Zurich    | 1re      | 9 min 29 s 43 |

## Records
| Épreuve         | Performance   | Lieu   | Date         |
| --------------- | ------------- | ------ | ------------ |
| 3 000 m steeple | 9 min 18 s 54 | Berlin | 17 août 2009 |